# 즉흥곡 2번 (쇼팽)
프레데리크 쇼팽의 즉흥곡 2번 F ♯ 장조 Op. 36은 1839년에 작곡되어 이듬해에 출판되었다.
즉흥곡은 녹턴 같은 분위기로 시작된다. 깊은 베이스 음이 열정적인 섹션을 신호한 다음 빠른 실행이 포함된 가벼운 섹션이 이어진다. 야상곡 같은 분위기가 돌아오고 열정적인 F# 메이저 코드로 곡이 끝난다.